# Jenna Dewan
Jenna Lee Dewan [ dəˈwɑːn ] (Hartford, Connecticut, 1980. december 3. –) amerikai színésznő, táncosnő. 
Legismertebb szerepe Nora Clark a Step Up (2006) című zenés-táncos romantikus filmben. Visszatérő szereplő a CBS csatorna Supergirl című sorozatában, melyben Lucy Lane-t alakítja.

## Élete és pályafutása
1980. december 3-án született Hartfordban, Nancy Bursch és Darryll Dewan lányaként. Apja fél szíriai-libanoni és fél lengyel, anyja pedig német és angol származású. Jenna Grapevine-ben, Texas-ban nőtt fel, és 5 éves korában fedezte fel szeretetét a tánc iránt. A Grapevine High School-ban diplomázott, valamint a University of Southern California-ba is járt. 
Több videóklipben is szerepelt, olyan előadókéban, mint Justin Timberlake, Mandy Moore és Missy Elliott. Olyan televíziós szitkomban tűnt fel, mint a Quintuplets, a Nyughatatlan fiatalok és a Joey. Leginkább mint Nora Clark ismert a Step Up című filmből, amelyben Channing Tatum volt a partnere. 2015-ben megkapta Lucy Lane, Lois Lane húgának és James Olsen barátnőjének szerepét. 

## Magánélete
2009-ben hozzáment Channing Tatum színészhez, egy lányuk született, Everly (2013).  2018. április 2-án, majdnem kilenc éves házasság után, a házaspár bejelentette, hogy elválnak. Hat hónappal később, Dewan a Tatumtól való házasság felbontását kérte. 
2018 áprilisa óta Steve Kazee színésszel járt, akivel 2020 februárban eljegyezték egymást. 2020 márciusában született meg közös kisfiúk. Dewan vegán állatvédelmi aktivista. A PETA 2017-ben a világ három legszexisebb vegánja közé sorolta.

## Filmográfia

### Film
| Év   | Magyar cím                  | Eredeti cím                                       | Szerep             | Magyar hang     |
| ---- | --------------------------- | ------------------------------------------------- | ------------------ | --------------- |
| 2005 |                             | Waterborne                                        | Devi Smith         |                 |
| 2005 | Tamara                      | Tamara                                            | Tamara Riley       |                 |
| 2006 | Vezet a ritmus              | Take the Lead                                     | Sasha Bulut        | Csondor Kata    |
| 2006 | Átok 2.                     | The Grudge 2                                      | Sally              |                 |
| 2006 | Step Up                     | Step Up                                           | Nora Clark         | Vadász Bea      |
| 2008 | Piszkos románc              | Love Lies Bleeding                                | Amber              |                 |
| 2008 |                             | Assorted Nightmares: Janitor (rövidfilm)          | Jennifer           |                 |
| 2009 |                             | Falling Awake                                     | Alessandra         |                 |
| 2009 | Apám hat neje               | The Six Wives of Henry Lefay                      | Sarah Jane         | Törtei Tünde    |
| 2009 | Bunkó vagyok, így hódítok   | The Jerk Theory                                   | Molly Taylor       | Molnár Ilona    |
| 2009 | Szexmentes övezet           | American Virgin                                   | Priscilla White    | Pálmai Anna     |
| 2011 | A Pokol Kapujának legendája | The Legend of Hell's Gate: An American Conspiracy | Katherine Prescott | Németh Borbála  |
| 2011 | Rázzad, bébi!               | Balls to the Wall                                 | Rachel Matthews    |                 |
| 2011 | Újra együtt                 | 10 Years                                          | Jess               | Kovács Patrícia |
| 2011 | Felültetve                  | Setup                                             | Mia                | Németh Borbála  |
| 2012 |                             | Slightly Single in L.A.                           | Hallie             |                 |
| 2019 | Berlin, szeretlek           | Berlin, I Love You                                | Mandy              |                 |
| 2019 | NászszezON                  | The Wedding Year                                  | Jessica            |                 |

### Televízió
| Év        | Magyar cím                         | Eredeti cím                             | Szerep                      | Megjegyzések                                                                             |
| --------- | ---------------------------------- | --------------------------------------- | --------------------------- | ---------------------------------------------------------------------------------------- |
| 2004      |                                    | Quintuplets                             | Haley                       | 1 epizód                                                                                 |
| 2004      | Nyughatatlan fiatalok              | The Young and the Restless              | Donna                       | 2 epizód                                                                                 |
| 2004      |                                    | Dark Shadows                            | Sophia Loomis               | eladatlan próbaepizód                                                                    |
| 2005      | Joey                               | Joey                                    | Tanya                       | 1 epizód                                                                                 |
| 2008      | Botrányos pomponlányok             | Fab Five: The Texas Cheerleader Scandal | Emma Carr                   | tévéfilm                                                                                 |
| 2009      | Melrose Place                      | Melrose Place                           | Kendra Wilson               | 2 epizód                                                                                 |
| 2011      |                                    | The Playboy Club                        | Bunny Janie                 | főszereplő (3 epizód)                                                                    |
| 2012–2013 | Amerikai Horror Story: Zártosztály | American Horror Story: Asylum           | Teresa Morrison             | - 5 epizód - magyar hangja: - Szávai Viktória                                            |
| 2013      |                                    | She Made Them Do It                     | Sarah Pender                | tévéfilm                                                                                 |
| 2013–2014 | Született boszorkányok             | Witches of East End                     | Freya Beauchamp             | főszereplő (23 epizód)                                                                   |
| 2013–2014 | Született boszorkányok             | Witches of East End                     | Ambrose Bancroft            | 1 epizód                                                                                 |
| 2014      |                                    | The Mindy Project                       | Brooke                      | 1 epizód                                                                                 |
| 2014      |                                    | So You Think You Can Dance              | önmaga (meghívott zsűritag) | 3 epizód                                                                                 |
| 2015–2016 | Supergirl                          | Supergirl                               | Lucy Lane                   | visszatérő szereplő (13 epizód)                                                          |
| 2016      | Playback párbaj                    | Lip Sync Battle                         | önmaga                      | 1 epizód                                                                                 |
| 2016      |                                    | No Tomorrow                             | Tuesday                     | 1 epizód                                                                                 |
| 2017      |                                    | Hollywood Medium with Tyler Henry       | önmaga                      | 1 epizód                                                                                 |
| 2017–2018 | Jóapátok                           | Man with a Plan                         | Jen                         | 2 epizód                                                                                 |
| 2017–2019 |                                    | World of Dance                          | önmaga                      | - házigazda (1-2. évad) - vendég mentor (3. évad)                                        |
| 2018      | Láng és a szuperverdák             | Blaze and the Monster Machines          | Kisnyúl (hangja)            | 1 epizód                                                                                 |
| 2018–2019 | A Rezidens                         | The Resident                            | Julian Booth                | visszatérő szereplő (2. évad)                                                            |
| 2019      | Kísérőzene                         | Soundtrack                              | Joanna                      | - főszereplő (10 epizód) - magyar hangja: - Földes Eszter                                |
| 2020      |                                    | Flirty Dancing                          | önmaga (házigazda)          |                                                                                          |
| 2020      | Robotcsirke                        | Robot Chicken                           | ismeretlen szerep (hangja)  | 1 epizód                                                                                 |
| 2021–     | Az újonc                           | The Rookie                              | Bailey Nune                 | - visszatérő szerep (3. évad) - főszereplő (4. évadtól) - magyar hangja: - Laudon Andrea |
| 2022–2023 | Superman és Lois                   | Superman & Lois                         | Lucy Lane                   | 6 epizód                                                                                 |

## Díjak és jelölések
| Év   | Díj                    | Kategória                     | Jelölt mű       | Eredmény |
| ---- | ---------------------- | ----------------------------- | --------------- | -------- |
| 2007 | Teen Choice Awards     | Legjobb film (tánc)           | Step Up         | Elnyerte |
| 2017 | People's Choice Awards | Kedvenc komikus együttműködés | Playback párbaj | Jelölve  |

## Fordítás
- Ez a szócikk részben vagy egészben  a   Jenna Dewan című angol Wikipédia-szócikk fordításán alapul.  Az eredeti cikk szerkesztőit annak laptörténete sorolja fel. Ez a jelzés csupán a megfogalmazás eredetét és a szerzői jogokat jelzi, nem szolgál a cikkben szereplő információk forrásmegjelöléseként.